# Under Cover of Darkness
«Under Cover of Darkness» —en español: «Al amparo de la oscuridad»— es una canción de la banda estadounidense de rock The Strokes. Es el primer sencillo de su cuarto álbum de estudio Angles y fue publicado en línea el 9 de febrero de 2011 como una descarga gratuita durante 48 horas exclusivamente.

## Lista de canciones
| Descarga digital |                           |          |  |
| N.º              | Título                    | Duración |  |
| 1.               | «Under Cover of Darkness» | 3:55     |  |

| Vinilol |                           |          |  |
| N.º     | Título                    | Duración |  |
| 1.      | «Under Cover of Darkness» | 3:55     |  |
| 2.      | «You're So Right»         | 2:34     |  |

## Video musical
El video musical de la canción fue lanzada el 2 de marzo de 2011. El video fue dirigido y producido por Warren Fu en el Teatro Loew Jersey en Jersey City, Nueva Jersey, el 17 de febrero de 2011. El video comienza con un clip del video musical de «You Only Live Once», y contiene una referencia a la canción «Last Nite». La referencia se produce cuando Julian Casablancas lanza su pie de micrófono (que él también lo hizo en el video de esa canción) como él dice "todos cantando la misma canción durante diez años".

## En la cultura popular
«Under Cover of Darkness» se puso a disposición para su descarga el 24 de julio de 2012 al jugar en Rock Band 3 PRO Modo básico y la utilización real de guitarra/bajo guitarra y MIDI compatibles kits de batería electrónica/teclados.
En Chile, la canción fue usado la promo del programa Así somos de La Red desde enero de 2013.

## Historial de lanzamiento
| País        | Fecha                 | Formato          |
| ----------- | --------------------- | ---------------- |
| Reino Unido | 9 de febrero de 2011  | Descarga digital |
| Mundial     | 11 de febrero de 2011 | Descarga digital |
| Reino Unido | 1 de marzo de 2011    | Vinilo           |
| Reino Unido | 16 de abril de 2011   | Vinilo           |

## Posicionamiento en listas
| Listas (2011)                    | Mejor Posición |
| -------------------------------- | -------------- |
| Canada Hot 100                   | 88             |
| Canada: Active Rock              | 21             |
| Canada: Alternative Rock         | 3              |
| France Top 100                   | 75             |
| Irlanda (IRMA)                   | 46             |
| Japan Hot 100                    | 9              |
| Reino Unido (UK Singles Chart)   | 47             |
| U.S. Billboard Alternative Songs | 12             |
| U.S. Billboard Rock Songs        | 23             |